# Белградска, Авлонска и Канинска епархия
Белградската (Велеградската, Бератската), Авлонска и Канинска епархия (на албански: Mitropolia e Shenjtë e Beratit, Vlorës dhe Kaninës; на гръцки: Ιερά Μητρόπολη Βερατίου, Αὐλῶνος καί Κανίνης) е епархия с ранг митрополия на Албанската православна църква с център южноалбанския град Берат.

## История
Берат е основан с българското име Белград и по османско време е известен като Арнаут Белград. Гръцкото произношение е Велеград, а албанското постепенно става Берат. Според традицията градът е основан от сестрата на император Теодосий II Елия Пулхерия, затова носи името Пулхериуполис (Πουλχεριούπολις). Градът попада под властта на османските турци в 1440 година при Мурад II и остава османски до 1913 година, когато влиза в новосъздадената Албания.
Белградската епархия е създадена от обединение на епископиите Пулхериуполска, Спатийска и Музакийска (Πουλχεριουπόλεως, Σπαθίας και Μουζακίας), Градидзка, Авлонска и Канинска или Главинишка (Γραδιτζίου, Απολλωνίας, Αυλώνος ή Αυλωνίας και Κανίνης ή Γλαβινίτζης). Тези епископии се обединяват около Пулхериуполската, която по-късно става митрополия с името Белградска, Канинска и Спатийска (Βελεγράδων, Κανίνης και Σπαθίας). Пулхериуполската е подчинена на Драчката митрополия, а по-късно Белградската на Охридската архиепископия. След 976 и преди 1020 г. Белградски измества Пулхериуполски в грамотите на Василий II за Охридската архиепископия. Според патриарх Доситей Йерусалимски белградският митрополит е втори в йерархията на Архиепископията. След закриването на Архиепископията в 1767 година до смъртта на митрополит Йоасаф II Белградски в 1855 година митрополията заема 78 място в йерархията на Вселенската патриаршия. В 1835 година при митрополит Антим в титлата на предстоятеля се добавя ипертим и екзарх на цяла Албания и тя става Белградски, Канински и Спатийски, ипертим и екзарх на цяла Албания (Βελεγράδων, Κανίνης και Σπαθίας υπέρτιμος και έξαρχος πάσης Αλβανίας). При патриарх Йоаким II Константинополски митрополията се издига до 60-о, а по-късно до 55-о място в йерархията на Патриаршията. В 1929 година новопровъзгласената Албанска православна църква, непризната от Патриаршията, понижава митрополията в епископия и за белградски епископ е поставен Агатангел Чамче от Корча. В 1937 година при признаването на АПЦ епархията получава името Бератска, Авлонска и Канинска епископия.
На 7 април 2016 година с решение на Свещения синод част от територията на епархията с градовете Патос и Либофша е отстъпена на новосформираната Аполонийска и Фиерска епархия.

## Предстоятели
| Име                | Име                                             | Управление                                                | Забележка                           | Години      |
| ------------------ | ----------------------------------------------- | --------------------------------------------------------- | ----------------------------------- | ----------- |
| Нектарий           | Νεκτάριος                                       | споменат в 1668                                           |                                     |             |
| Партений           | Παρθένιος                                       | споменат на 1 април 1683                                  |                                     |             |
| Игнатий            | Ιγνάτιος                                        | 1691 - 13 август 1693                                     | в охридски а.                       |             |
| Нектарий           | Νεκτάριος                                       | споменат в август 1699                                    |                                     |             |
| Дионисий           | Διονύσιος                                       | споменат в 1710                                           | от село Петронти, Бератско          |             |
| Теодосий           | Θεοδόσιος                                       | споменат в 1715 – 1716                                    |                                     |             |
| Никифор            | Νικηφόρος                                       | споменат на 5 юли 1718 и на 31 януари 1725                |                                     |             |
| Козма              | Κοσμάς                                          | споменат на 2 ноември 1727, 4 май 1733 и 16 февруари 1734 |                                     |             |
| Методий            | Μεθόδιος                                        | споменат на 20 май 1736 – 1751                            | от село Бубулимани от Мегали Музаки | ? – 1751    |
| Йоасаф I           | Ιωάσαφ                                          | споменат от април 1752 до 1759                            |                                     |             |
| Йоасаф II          | Ιωάσαφ                                          | избран през юни 1759                                      |                                     |             |
| Евтимий II         | Ευθύμιος Β΄                                     | 1761 – 1763                                               |                                     |             |
| Партений           | Παρθένιος                                       | 1763 – 1765                                               |                                     |             |
| Йоасаф III         | Ιωάσαφ                                          | 1765 – 1767                                               |                                     |             |
| Йоаникий           | Ιωαννίκιος                                      | 1767 – 1769                                               |                                     |             |
| Герасим            | Γεράσιμος                                       | 1769 – 1772                                               |                                     |             |
| Йоасаф IV          | Ιωάσαφ                                          | 1772 – 1800                                               | подал оставка                       | ? – 1800    |
| Мелетий II         | Μελέτιος Β΄                                     | 1801 – 1802                                               |                                     |             |
| Йоасаф V           | Ιωάσαφ                                          | 1802 – 1855                                               | от село Бубулимани                  | ? - 1855    |
| Антим              | Άνθιμος Αλεξούδης                               | 27 февруари 1855 - 22 юли 1887                            | в амасийски м.                      | 1824 – 1909 |
| Доротей            | Δωρόθεος                                        | 22 юли 1887 - 5 февруари 1900                             | от иконийски м., във визенски м.    | 1841 – 1924 |
| Василий            | Βασίλειος Παπαχρήστου                           | 2 февруари 1900 – 27 август 1909                          | в дринополски м.                    | 1858 – 1936 |
| Калиник            | Καλλίνικος Δελικάνης                            | 13 септември 1909 – 23 юни 1911                           | в берски м.                         | 1855 – 1934 |
| Йоаким             | Ιωακείμ Μαρτιανός                               | 10 юли 1911 – 9 октомври 1924                             | в парамитийски и филатески м.       | 1875 – 1953 |
| Христофор Синадски | управляващ, Kristofor Kissi, Χριστόφορος Κίσσης | 18 ноември 1923 — февруари 1929                           |                                     |             |
| Агатангел          | Agathangjel Çamçe, Αγαθάγγελος Τσάμτσης         | 11 февруари 1929 - януари 1942                            | по-късно корчански е.               | 1877 – 1946 |
| Кирил              | Qirill Naslazi                                  | октомври 1952 — 1966                                      | в корчански е.                      | ? – 1968    |
| Игнатий            | Ιγνάτιος Τριάντης                               | 27 юни 1996 - 20 юли 2024                                 |                                     |             |
| Астий              | Asti Bakallbashi                                | 14 ноември 2024 -                                         |                                     |             |